# 샤리토모노수쿠스

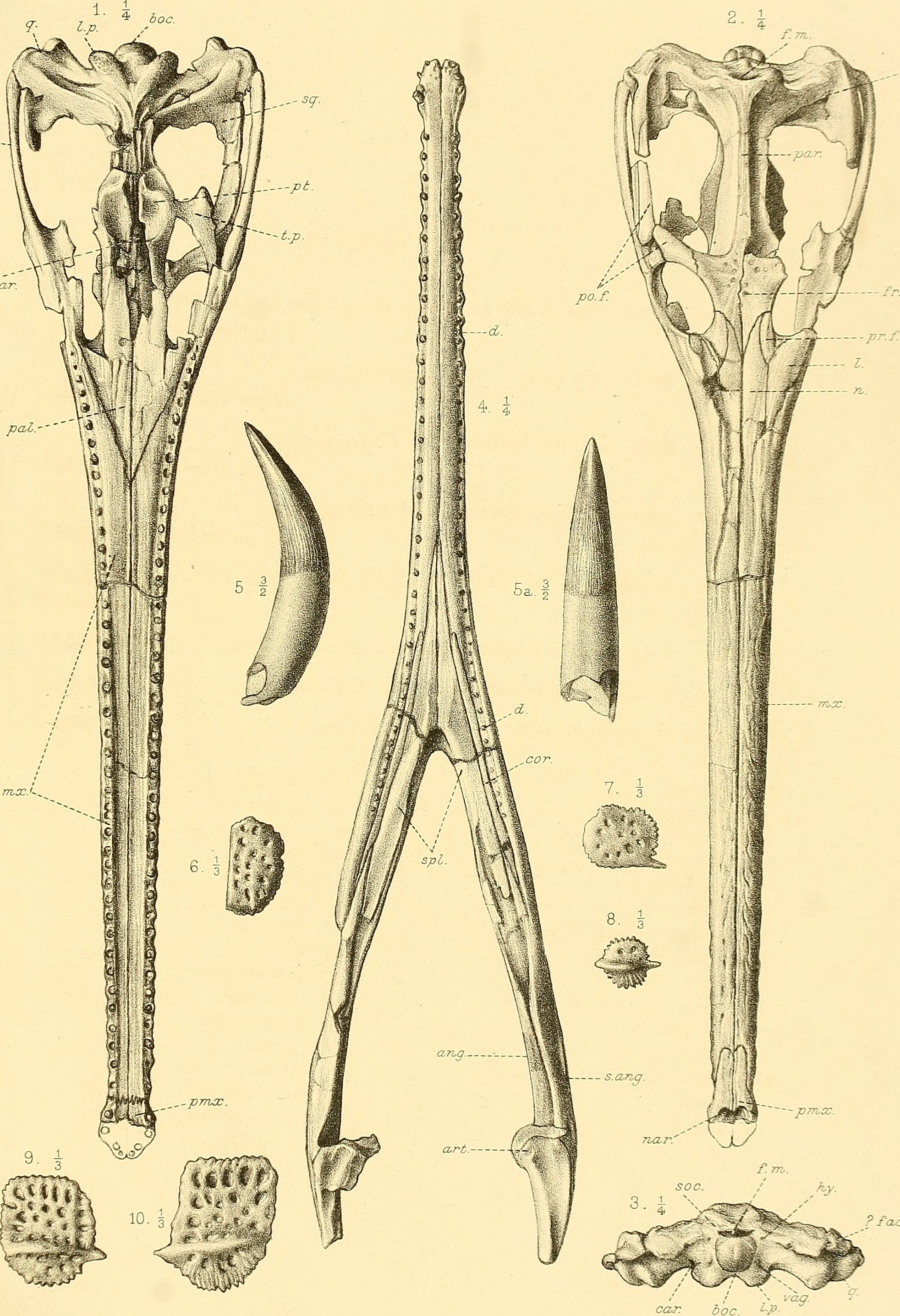

샤리토모노수쿠스(학명:Charitomenosuchus leedsi)는 악어목 텔레오사우루스과에 속하는 악어이다. 지금은 멸종된 악어로 몸길이가 4~6m인 거대한 악어에 속한다.

## 특징
샤리토모노수쿠스는 바다의 생활에 적응하여 살았던 바다악어 중에 하나였다. 바다에서의 수영에 적합하도록 발은 물갈퀴의 모습으로 진화했으며 좁고 길게 확장된 주둥이와 부분적으로 확장된 두개골과 뼈를 가진 것이 특징이다. 현생의 고래, 돌고래처럼 바다에서 자신의 어린 개체를 직접 출산하였는지 아니면 현생의 바다거북처럼 해변에서 자신의 어린 개체를 출산했는지에 대해서는 자세하게 알려진 것이 없다. 양턱에는 총 20개~25개의 톱니 모양을 가진 날카로운 이빨을 가지고 있으며 이를 통해 바다에서 먹이를 사냥했을 것으로 추정이 된다. 분류학적으로 따지면 샤리토모노수쿠스는 텔레오사우루스]의 형식을 띄는 종으로 Cleedsi이 된다. 원래"Steneosaurus"leedsi 앤드루스에 의해 1909년에 세 표본의 기초로 선정하였다. 미공개된 2019년 논문에서 미켈라 존슨은 S.레시(S. leedsi)를 위해 노멘 전 학위논문 Charitomenosochus를 만들었다. 속명은 2020년에 출판되었다. 먹이로는 당대에 살았던 물고기, 갑각류, 작은 어룡을 잡아먹었을 육식성의 포식자로 추정되는 종이다.

## 생존시기와 서식지와 화석의 발견
샤리토모노수쿠스가 생존했던 시기는 중생대의 쥐라기 초기로서 지금으로부터 2억년전~1억 8천만년전에 생존했던 악어이다. 생존했던 시기에는 유럽을 중심으로 하는 대서양과 지중해에서 서식했던 악어이다. 화석의 발견은 1909년에 유럽의 쥐라기에 형성된 지층에서 유럽의 고생물학자들에 의해 처음으로 발견되어 새롭게 명명된 종이다.

## 같이 보기
- 악어
- 중생대
- 쥐라기
- 파충류
- 화석